# Discografia di Mina fuori dall'Italia
Questa voce contiene un elenco, suddiviso per paese, delle pubblicazioni discografiche di Mina fuori dall'Italia, con brani cantati sia in italiano sia in altre lingue, non incluse nella discografia ufficiale italiana.

## Angola

### Singoli
- 1973 - Parole, parole/Grande, grande, grande (Columbia 8E 006 94627 F)

## Argentina

### Album
- 1963 - 8 successi (Disc Jokey LD 8011)
- 1965 - Il cielo in una stanza (Philips P 13939 L)
- 1965 - Mina, l'unica (Philips 82086 PL)
- 1965 - Mina (Fermata LF 59) compilation
- 1966 - Studio Uno (Philips 82098 PL) compilation
- 1966 - Mina y sus éxitos (Philips 82117 PL)
- 1967 - Mina 5 (Philips 82163 PL)
- 1967 - Sabato sera (Philips 82172 PL)
- 1969 - Canzonissima 1969 (Fermata LF 158) compilation
- 1969 - Inimitabile - Disco 6
- 1970 - Una Mina de Tango (Odeon)
- 1970 - En castellano
- 1970 - Serie Oro Musical - Mina
- 1970 - Mina (Fermata LF 156)
- 1970 - Mina Teleteatro Canal 9 (Fermata)
- 1971 - Mina
- 1972 - Palabras, Palabras (Parlophone/Odeon 5250) Promo
- 1972 - El disco de oro
- 1973 - Mina en español (Parlophone EMI 6279)
- 1976 - Retrato de Mina
- 1976 - Lo importante es el final (EMI 6293) compilation
- 1978 - Sus grandes éxitos
- 1983 - Mina en español (Ariola SE-60235)
- 1985 - Catene (Ariola)
- 1986 - Finalmente he conocido al conde Dràcula...
- 1987 - Si Buana! (Fermata)
- 1999 - N° 0 (Sony Music)
- 1999 - Nostalgias (EMI Music)
- 2002 - Colección Latina (Viva la Diva) (Sony BMG)
- 2007 - Todavía (Sony Music)
- 2007 - Corazón Felino (feat. Diego Torres) (Only Promo)
- 2011 - Soy (Sony Music)

### Extended play
- 1960 - La noche/Locamente te amaré/El cielo en casa/Me abandonas (Discophon 17.031)
- 1960 - Chip! Chap!/My Crazy Baby/Johnny Kiss/Llora mi amor (Discophon 17.061)
- 1961 - Como Sinfonia/Pequeño rayo de luna/Loca banderita/Te vi llorando (Philips P 433700)
- 1961 - Serafino Campanaro/Non voglio cioccolata/Coriandoli/Due Note (Discophon 17.145)
- 1962 - Un cielo para los dos/Sàbado a la noche/Te invoco a ti/Eres mio (Philips P 440300 T)
- 1962 - Otra vez Mina (Philips P 440301 T)
- 1966 - La italianisima (Philips 84154 PT)
- 1966 - Ta-ra-ta-ta (Philips 84171 PT)

## Australia

### Singoli
- 1960 - Coriandoli/Tintarella di luna
- 1960 - Piano/Confidenziale
- 1964 - Città vuota/È l'uomo per me
- 1966 - Una casa in cima al mondo/Se tu non fossi qui

## Austria

### Album
- 2001 - Mina

### Singoli
- 1978 - Heisser Sand/Fremdes Land

## Belgio

### Singoli
- 1963 - Que no que no/La ragazza dell'ombrellone accanto
- 1975 - Rapsodie/Quando mi svegliai
- 1975 - L'importante è finire/Quando mi svegliai (PDU C004 96718)

## Brasile

### Album
- 1960 - Mina (Philips SLP-9121)
- 1964 - Mina (Mocambo LP 40281) compilation
- 1964 - Mina (Fermata FB 99)
- 1968 - Mina ao vivo (PDU/Fermata FB 228)
- 1970 - Mina
- 1973 - Parole parole (EMI Odeon SMOFB 470)
- 1974 - Sud America
- 1976 - Mina
- 1976 - Mina internazionale
- 1980 - Kyrie (PDU 675890)

### Extended play
- 1969 - Vorrei che fosse amore/Caro/Né come né perché/Niente di niente
- 1971 - Dominga/Que maravilha/Canto de Ossanha/Tem mais samba

### Singoli
- 1964 - È l'uomo per me/So che non è così
- 1964 - Rapsodie/Amore di tabacco
- 1964 - Un buco nella sabbia/Se mi compri un gelato
- 1965 - Se piangi, se ridi/Più di te
- 1968 - La voce del silenzio/C'è più samba
- 1968 - La canzone di Marinella/I Discorsi
- 1971 - Amor mio/Capirò (I'll Be Home) (Fermata FB 33410)
- 1972 - Parole, parole/Grande, grande, grande (Odeon 7I-3331)
- 1973 - Eccomi/Domenica sera

## Canada

### Album
- 1962 - Mina (Bravo RECLP 3003) promo[2] compilation
- 1964 - Benvenuta in Canada - Mina we love you (Bravo LP 3020)
- 1966 - Studio Uno 66 (UA International UN 14501 mono, UNS 15501 stereo)

### Singoli
- 1961 - Moliendo café/Chi sarà
- 1961 - Prendi una matita/Soltanto ieri
- 1962 - Vola vola da me/Chihuahua
- 1962 - Il disco rotto/Sì, lo so
- 1962 - Stringimi forte i polsi/Da chi
- 1965 - Improvvisamente/Il soldato Giò
- 1964 - Città vuota/È inutile/Valentino vale
- 1964 - So che non è così/È l'uomo per me
- 1964 - Un buco nella sabbia/Se mi compri un gelato
- 1974 - Runaway/I still love you

## Cile

### Album
- 1965 - Mina (Philips E 632252)
- 1968 - Mina en persona (Fermata LF 140 X) promo
- 1973 - Mina en español (Odeon LCD 36840)
- 1976 - Mina canta en español (Odeon LCD 35343)

### Singoli
- 1966 - Soy como tu me deseas/Si no fueras
- 1966 - Y si mañana/Un año de amor
- 1972 - Parole Parole/Adagio
- 1973 - Balada para mi muerte/Amor mio (in spagnolo)

## Colombia

### Album
- 1965 - La unica en el Estudio Uno (Philips 82086 PL)
- 1968 - Mina en vivo (Fermata LF 149)
- 1973 - Amor mio (Mina canta en español) (Odeon 11242)
- 1983 - Mina en español (Sonolux Ariola 18(0131)00232)

## Corea

### Album
- 1995 - L'oro di Mina

## Francia

### Album
- 1961 - Mina (Disques Festival IT 3002 S)  compilation
- 1969 - I discorsi (Pathé C062 90659/PDU 5004)
- 1969 - ...bugiardo più che mai... più incosciente che mai... (Pathé C062 92079/PDU 5009)
- 1973 - The best of Mina (PDU C064 94652)
- 1974 - Sous le charme de Mina (PDU C064 95335)
- 1975 - Mina (Pathé/PDU C066 96559)
- 1975 - Mina (Pathé/PDU C066 14214) compilation
- 1978 - Mina (PDU C162 60960) cofanetto di 3 LP
- 1982 - Mina (Arabella 204847)
- 1998 - Quand ma voix te touche
- 1999 - Notre étoile

### Extended play
- 1960 - T'aimer follement/Toi tu sais que je t'aime/Un petit clair de lune/La verità (Festival FX 45 1226 M)
- 1962 - Moliendo cafe/Quando ci incontriamo/Chi sarà/Tu sei mio (Philips 433 702 BE)
- 1962 - Passion Flower/When/Be bop a lula/My true love (Festival IT 45 1006)
- 1962 - Tua/Nessuno/Io sono il vento/Tu senza di me (Festival IT 45 1007 S)
- 1962 - La verità/Tintarella di luna/Malatia/Piangere un po' (Festival IT 45 1008 S)
- 1962 - Folle banderuola/Un disco e tu/Amorevole/Aiutatemi (Festival IT 45 1009 S)
- 1962 - Renato (versione francese)/Notre étoile/Pleureur pour toi/Douc'ment (Polydor 27009)
- 1963 - È vero/Perdoniamoci/Non sei felice/Invoco te (Festival IT 45 1010 S)
- 1963 - Coriandoli/Briciole di baci/Il cielo in una stanza/Una zebra a pois (Festival IT 45 1011 S)
- 1963 - Le mille bolle blu/Io amo, tu ami/Che freddo/Come sinfonia (Festival IT 45 1012 S)
- 1963 - Folle Girouette/Confettis/Ho paura/Confidenziale (Festival IT 45 1013 S)
- 1963 - Città vuota/È l'uomo per me/So che non è così/Tu farai (International IN-EP-203 M)
- 1963 - Un piccolo raggio di luna/La nonna Magdalena/Non voglio cioccolata/Rossetto sul colletto (Philips 433 701 BE)
- 1963 - Eclisse twist/Eclipse twist/Un tale/Le tue mani (Philips 433 704 BE)

### Singoli
- 1960 - T'aimer follement (Makin' Love)/Un petit clair de lune (Tintarella di luna) (Festival DN 233)
- 1963 - Renato (versione francese)/Douc'ment (Slowly) (Polydor DP-1322)
- 1969 - Moi je te regarde/Si (EMI Pathé Marconi C006 10217/PDU 1022)
- 1969 - Ne la crois pas/Le cœur en larmes (Pathé C006 90795/PDU 1028)
- 1969 - Un'ombra/I problemi del cuore (Pathé C006 91032/PDU 1029)
- 1969 - Zum zum zum/Sacumdì sacumdà (Pathé C006 91150/PDU 1016)
- 1969 - Bugiardo e incosciente/Una mezza dozzina di rose (Pathé C006 91493/PDU 1030)
- 1969 - Io e te da soli/Credi (Pathé Durium C006 92219/PDU 1044)
- 1969 - L'amour est mort/La vie (Pathé C006 93294)
- 1971 - Amor mio/Capirò (I'll Be Home) (Pathé C006 92629/PDU 1063)
- 1972 - Grande, grande, grande/Non ho parlato mai (Pathé C006 93450/PDU 1070)
- 1973 - Parole parole/Adagio (Pathé C006 93815/PDU 1075)
- 1974 - Et puis ça cert à quoi/Les oiseaux reviennent (Pathé C008 95104/PDU 1096)
- 1974 - E poi.../Non tornare più (Pathé C008 95029/PDU 1090)
- 1974 - La scala buia/Non gioco più (Pathé/PDU C008 95941)
- 1975 - Comme un homme/La chiromancienne (Pathé C010 14234)
- 1975 - Pour en finir comment faire/La cigarette (Pathé C004 96736)
- 1975 - L'importante è finire/Quando mi svegliai (Pathé C006 96718/PDU 1105)
- 1979 - Nuda/Colpa mia (Pathé C006 97975/PDU 1112)
- 1977 - Giorni/Ormai (Pathé C006 99263/PDU 1123)
- 1978 - Ancora ancora ancora/Città vuota (Pathé/PDU C008-61781)
- 1981 - C'est une chanson (Una canzone)/Quand l'amour vous touche (Quando l'amore ti tocca) (Pathé C008-72447)
- 1982 - Morirò per te/Oggi è nero (Arabella Ariola)

## Germania

### Album
- 1963 - Ihre großen Erfolge (Polydor 46767)
- 1982 - Mina
- 1987 - Heißer Sand (LP)
- 1996 - Heisser Sand (CD)
- 2003 - La banda vol.1 e vol.2
- 2003 - È l'uomo per me vol.1 e vol.2
- 2003 - Gli anni d'oro
- 2004 - Ora o mai più
- 2005 - Mina Collection
- 2006 - Tutto Mina
- 2006 - Nel fondo del mio cuore
- 2006 - E adesso sono tua
- 2007 - Bravissima The Best

### Singoli
- 1962 - Heißer Sand/Ein treuer Mann (Polydor 24793)
- 1962 - Moliendo cafè/Renato (Polydor 24883)
- 1962 - Fiesta brasiliana/Tabu (Polydor 24900)
- 1962 - L'éclipse twist/Chuhuahua (Polydor 24945)
- 1963 - Capitano/Wenn du an Wunder glaubst (Polydor 52013)
- 1963 - Mister Twist/Meine Tur steht immer offen (Polydor 52075)
- 1963 - Stessa spiaggia stesso mare/Ollallà Gigi (Polydor 52087/Italdisc MH 134)
- 1963 - Bis zum nächsten Mal/Am Rio Grande (Polydor 52152)
- 1963 - La ragazza dell'ombrellone accanto/Mi guardano (Polydor 52175/Italdisc MH 138)
- 1963 - Ja, die Liebe lebe hoch/Mein guter Stern (Polydor 52201)
- 1963 - Fremdes Land/Tausendundeine Nacht (Polydor 25247)
- 1963 - Vulcano/Stranger Boy (Polydor 52265/Italdisc MH 140)
- 1964 - Rhapsodie/Er hatte blaue Augen (Polydor 52333)
- 1964 - Welt der verlorenen Träume/Die größte Schau (Polydor 52346)
- 1964 - Un buco nella sabbia/Se mi compri un gelato (Polydor 52924/Ri-Fi RFN NP 16061)
- 1964 - È l'uomo per me/Città vuota (Polydor 52917)
- 1964 - Io sono quel che sono/Tu farai (Polydor 59001/Ri-Fi RFN NP 16066)
- 1969 - Non credere/Dai dai domani (EMI Columbia C006 90495/PDU 1019)
- 1969 - Il cielo in una stanza/Ma se ghe penso (EMI Columbia C006 90953/PDU 1027)
- 1969 - Un'ombra/I problemi del cuore (EMI Columbia C006 91032/PDU 1029)
- 1969 - Insieme/Bugiardo e incosciente (EMI Columbia C006 91646)
- 1970 - Io e te da soli/Credi (EMI Columbia C006 92219/PDU 1044)
- 1971 - Amor mio/Capirò (I'll Be Home) (EMI Columbia C006 92629/PDU 1063)
- 1972 - Grande, grande, grande/Non ho parlato mai (EMI Columbia C006 93450/PDU 1070)
- 1973 - Lamento d'amore/Rudy (EMI Columbia C006 94581/PDU 1087)
- 1974 - Und dann.../Die Liebe am Sonntag (EMI Columbia C006 95183/PDU 1094)
- 1982 - Morirò per te/Oggi è nero (Ariola 104 945-100)
- 1982 - Heißer Sand/Fremdes Land
- 1982 - Heißer Sand/Ein treuer Mann (Polydor 885 852-7) (ristampa)

## Giappone

### Album
- 1960 - Mina (Top Rank 4002) compilation
- 1963 - Mina (MGM SL 5114)
- 1964 - Un buco nella sabbia (Fontana SFON 7040)
- 1965 - Studio Uno (Fontana SFON 7052) compilation
- 1966 - Mina & Iva Zanicchi (Fontana SFON 7052)
- 1967 - Un anno d'amore (Philips SFX 7089)
- 1969 - Golden Mina
- 1969 - Non ti scordar di me
- 1971 - Mina custom de luxe
- 1972 - Mina
- 1972 - Incontro con Mina
- 1972 - Parole Parole
- 1972 - Mina & Iva Zanicchi
- 1974 - E Poi
- 1974 - The best of Mina
- 1975 - Baby Gate e Mina®
- 1975 - Canzone Best Star Album
- 1976 - La Mina
- 1976 - Evergreens
- 1977 - Tintarella di luna
- 1979 - Canzone Best Library
- 1981 - Una canzone
- 1982 - Le prime donne (Mina, Milva, Vanoni)
- 1987 - Canzone best star album
- 1990 - Best Hits
- 1991 - Best Hits
- 1992 - Best Hits
- 1993 - Best Hits
- 1995 - Best of Mina - Eclisse Twist
- 1995 - Italian Pops
- 1999 - Un buco nella sabbia

### Extended play
- 1964 - Un buco nella sabbia/È l'uomo per me/È inutile/Città vuota Fontana SFON 3012
- 1965 - Wakare/Un anno d'amore/Kimi ni namida to hohoemi wo/Se piangi, se ridi (Fontana SFON 3016)
- 1967 - Un anno d'amore/Angustia/Tu non credi più/L'immensità (Fontana SFON 3028)
- 1974 - Un anno d'amore/Un buco nella sabbia/L'immensità/Se piangi se ridi

### Singoli
- 1960 - Tintarella di luna/Johnny Kiss
- 1960 - Il cielo in una stanza/La notte
- 1960 - Una zebra a pois/La nonna Magdalena
- 1961 - Summertime/Let me go
- 1961 - Il cielo in una stanza/Anata to watashi
- 1962 - Sabato Notte/Stringimi forte i polsi
- 1963 - Renato (versione francese)/Douc'ment (Slowly) (Polydor DP-1322)
- 1963 - Just let me cry/Notre étoile
- 1963 - Just let me cry/Pretend that I'm here
- 1963 - Renato/Improvvisamente
- 1963 - Vola Vola da me/Eclisse twist
- 1964 - Vulcano/Stranger Boy (MGM Records LL-5034)
- 1964 - Suna ni kieta namida/Un buco nella sabbia
- 1965 - Se piangi, se ridi/Più di te (Fontana Records FON-1044)
- 1965 - Kimi ni namida to hohoemi wo/Io sono quel che sono
- 1965 - Wakare/Un anno d'amore (Fontana Records FON-1049)
- 1965 - Stessa spiaggia, stesso mare/Slowly
- 1965 - Kanashimiha soranokanatani/Sette mari
- 1967 - Tu non credi più/Angustia
- 1967 - Conversazione/La Banda
- 1969 - Il cielo in una stanza/Non ti scordar di me
- 1969 - Non credere/Roma nun fa la stupida stasera
- 1970 - Credi/Io e te da soli
- 1971 - Wakare/Suna ni kieta namida
- 1971 - Amor mio/Capirò (I'll Be Home) (Odeon EOR-10092)
- 1972 - Un anno d'amore/Un buco nella sabbia
- 1972 - Parole Parole/Adagio
- 1973 - Runaway/E Poi
- 1975 - Suna na kieta namida (Un buco nella sabbia)/Un buco nella sabbia
- 1975 - Wakare/Un anno d'amore
- 1976 - L'importante è finire/Uappa

## Gran Bretagna

### Album
- 1968 - Bellissima (United Artists SULP 1194) compilation
- 1978 - Mina (EMI EMC 3243 e OC 062-06667)

### Extended play
- 1961 - Il cielo in una stanza/Invoco te/Le mille bolle blu/Come sinfonia

### Singoli
- 1960 - This World We Love In/Please Don't Leave Me

oppure This World We Love In/You're Tired of Me (Vedi U.S.A.)
- 1974 - Runaway/I Still Love You

## Grecia

### Album
- 1973 - Portrait of Mina
- 1974 - Frutta e verdura
- 1974 - Sous le charme de Mina
- 1975 - Minacantalucio
- 1977 - Plurale
- 1986 - Collection
- 1988 - L'oro di Mina
- 1989 - Export
- 1990 - Rarità
- 1993 - Finalmente ho conosciuto il conte Dracula...
- 1993 - Fantasia
- 1993 - Mi amor
- 1994 - The very best

### Singoli
- 1960 - Il cielo in una stanza/La nonna Magdalena
- 1960 - Piu'di te/Una casa in cima al mondo
- 1961 - Chi sarà/Moliendo café
- 1962 - Vola vola da me/Chihuahua
- 1964 - Città vuota/È inutile/Valentino vale
- 1964 - E' l'uomo per me/Un buco nella sabbia
- 1965 - Young at Love/Slowly
- 1965 - Un anno d'amore/L'ultima occasione
- 1966 - Se telefonando/No
- 1967 - Conversazione/Sabati e Domeniche
- 1967 - La Banda/Se c'è una cosa che mi fa impazzire
- 1968 - Zum Zum Zum/Sacumdì Sacumdà
- 1969 - Zum Zum Zum/Vorrei che fosse amore
- 1969 - Che freddo fa/Un'ora fa

## Israele

### Album
- 1973 - La voce
- 1975 - The best of Mina

## Libano

### Singoli
- 1967 - L'immensità/Canta ragazzina

## Messico

### Album
- 1965 - La révelacion de Italia (Philips 10081) compilation
- 1975 - Frutta e verdura (EMI SLEM 550)

### Extended play
- 1966 - El crossfire/Mi hombre sera/Sabor a mi/Y si mañana

## Olanda

### Singoli
- 1969 - Non credere/Dai dai domani
- 1969 - Deborah/Un colpo al cuore
- 1974 - Runaway/I still love you

## Perù

### Album
- 1960 - Il cielo in una stanza (Philips P 13939 L)
- 1964 - Mina (Ri-Fi RFL LP 14004)
- 1966 - Studio Uno (Ri-Fi RFL LP 14010)
- 1966 - Mina 2 (Philips RFLS 40001)
- 1968 - 4 anni di successi (Philips RFLP 14026)
- 1973 - Amor mio (Mina canta en español) (PDU/IEMPSA ELD 02.37.33)

## Portogallo

### Album
- 1976 - Plurale

### Extended play
- 1970 - Insieme/Non ti scordar di me/Una mezza dozzina di rose/Roma nun fa la stupida stasera

### Singoli
- 1973 - Parole Parole/Grande Grande Grande
- 1974 - E poi.../Non tornare più (Columbia 8E006-95029F)
- 1977 - Devo dirti addio/L'amore forse

## Spagna

Mina a Madrid nel marzo del 1968

All'alba degli anni sessanta, la canzone italiana incontra un crescente interesse nel pubblico spagnolo: in particolare i giovani che già apprezzano Renato Carosone o il Rocco Granata di Marina, non tardano ad accorgersi di quella bella ragazzona bruna che canta Tintarella di luna. Ci pensano loro a stravolgere il titolo della canzone ribattezzandola Con tus banos de luna. Il brano, inserito in un EP (in terra iberica il supporto a 45 giri esploderà solo qualche anno più tardi), va a ruba, e grazie ad esso Mina si fa conoscere anche per le sue personali versioni di Nessuna e Tua.
Nell'autunno del '60, il numero 19 di El Cancionero, seguitissimo periodico che pubblica i testi delle canzoni di maggior successo, inserisce ben nove brani di Mina e, come se non bastasse, dedica a lei la foto di copertina. Dopo qualche mese valica i Pirenei anche El cielo en casa, versione in lingua de Il cielo in una stanza. Il successo si ripete, anzi, si amplifica. La canzone entra nella classifica degli EP più venduti sia nella versione italiana che in quella tradotta. Intanto, Tintarella di luna diventa anche un fumetto nel numero 46 della serie Colecciòn Claro de luna - Tu canciòn hecha historia. Sorte analoga, nella primavera del '61, tocca ad un altro éxito spagnolo di Mina, Le mille bolle blu (Mil pompas de jabòn), illustrato da Gomez Esteban su una storia creata da Jesefa Ines. In copertina del fumetto, oltre al disegno dei due protagonisti della storia, una foto in bianco e nero della cantante. Insomma, l'avventura mazziniana in terra iberica inizia nel migliore dei modi.
Nei decenni che seguono, la Spagna è il paese europeo che annovera il maggior numero di pubblicazioni di Mina. Il pubblico locale continua a seguirla, ascoltarla ed amarla come un'icona anche quando, nei primi anni ottanta, le sue uscite discografiche al di fuori dell'Italia si fanno sempre più rare. La voce di Mina torna poi a riaffacciarsi sul mercato iberico con l'avvento del CD, consentendo anche alle ultime generazioni di scoprire la sua produzione vecchia e nuova. Nel ricordo dei fan spagnoli, la scatenata urlatrice di rock and roll ha lasciato il posto alla sofisticata señora de la cancion italiana.

### Album
- 1961 - Sanremo '61 - Luciano Tajoli, Mina e Jenny Luna - Discophon 33.009
- 1964 - Fiesta Juvenil - Artisti vari - Polydor
- 1965 - Mina - Belter 12.049
- 1966 - Studio Uno 66 - Belter 22.054 (compilation)
- 1967 - Mina - Belter 22.057
- 1968 - Mina - Discophon S.C. 2.029
- 1968 - Los VIP de la canción - Marfer MR 30.066
- 1968 - 4 años de éxitos - Marfer MR 30.068
- 1969 - I discorsi - Discophon S.C. 2.055
- 1969 - Lo mejor de Mina - Sintonia LPE 810190
- 1971 - Del mio meglio - Odeon J 062-92.976
- 1972 - Lo mejor de Mina - Ri-Fi Record CP 9205
- 1972 - Mina en castellano - Ri-Fi RFLP-60002
- 1972 - Mina - Odeon J 062-93.423
- 1972 - Amor mio (Mina canta en español) - Odeon J 062-93.778
- 1972 - Cinquemilaquarantatre - Odeon J 064-93.937
- 1973 - Mina - Discophon SC 2192
- 1974 - Frutta e verdura - Odeon J 062-95.250
- 1974 - Amanti di valore - Odeon J 062-95.492
- 1974 - Mina® - Odeon J 062-96.158
- 1975 - Baby Gate - Odeon J 062-96.573
- 1975 - Lo mejor de Mina - J 062-96.909
- 1975 - Mina canta en español - Odeon J 062-97.196
- 1976 - Mina canta Brasil - Odeon J 062-97632
- 1976 - Mina La voz - Ri-Fi Record DCS 15080/1
- 1976 - La voz de Mina - Odeon J 176-97.057/8
- 1976 - Minacantalucio - Odeon J 062-97.775
- 1976 - La Mina - Odeon J 062-98.357
- 1977 - Sudamerica - Mina - Ri-Fi record CPS 9511
- 1977 - Singolare - Odeon C 062-99.133
- 1977 - Mina - Impacto EL - 394
- 1979 - Attila - Ariola I-201.709
- 1981 - Attila II - Ariola I-202.415
- 1982 - Mina en español - Ariola I-204.599
- 1989 - Italia canta / Mina I - Aspa Records A3LL 0047/0046
- 1991 - Inolvidable... vol. 16 - Perfil LP-33403
- 1991 - Todos sus éxitos - Perfil LP 33.409 / CD 204 T-C62
- 1994 - Grande, grande, grande, éxitos - Hispavox 182-8 30551 1
- 1998 - Nostalgias - PDU RTI Espaňa, CD G 804538
- 2001 - Mina - Perfil Disqueria S.A. 80.015
- 2002 - Mina - Perfil Divucsa Music S.A. 34 - 306
- 2002 - Latinos de oro
- 2003 - los Ep's Originales - Belter - Divucsa Music 35 - 479
- 2003 - Los que triunfarons - Pacific Music CDP 1078 / 2078

### Extended play
- 1959 - Passion Flower/When/Be bop a lula/My true love (Hispavox HF 37 - 20)
- 1960 - Tua/Nessuno/Tintarella di luna/Oui Oui Oui (Discophon 14.014)
- 1960 - È vero/Perdoniamoci/Non sei felice/Invoco te (Discophon 17.015)
- 1960 - La noche/Locamente te amaré/El cielo en casa/Me abandonas (Discophon 17.031)
- 1960 - Folle Banderuola/Buondì/Pesci rossi/Briciole di baci (Discophon 17.060)
- 1960 - Chip! Chap!/My Crazy Baby/Johnny Kiss/Llora mi amor (Discophon 17.061)
- 1961 - Le mille bolle blu/Che freddo/Io amo tu ami/Come sinfonia (Discophon 17.123)
- 1961 - Serafino Campanaro/Non voglio cioccolata/Coriandoli/Due Note (Discophon 17.145)
- 1961 - Moliendo café/El cielo en casa/Locamente te amaré/Me abandonas (Discophon 17.191)
- 1962 - Y de hai/Chihuahua/Que no que no/El globito (Discophon 27.144)
- 1963 - Un desierto/Dindi/Oh la la, Gigi/Dejame llorar (Discophon 27.220)
- 1963 - Renato/Me miran/S'en va anar/La misma playa (Discophon 27.234)
- 1964 - El crossfire/Ciudad solitaria/Mi hombre será/Se que no es así (Belter 51.374)
- 1964 - Se mi compri un gelato/Un buco nella sabbia/Io sono quel che sono/Non illuderti (Belter 51.402)
- 1964 - Città vuota/Valentino vale/È inutile/So che non è così (Belter 51.405)
- 1964 - Un hoyo en la arena/Yo soy la que soy/Nadie me quiere/Sabor a mi (Belter 51.410)
- 1965 - Un anno d'amore/Uno come te/So che mi vuoi/Un bacio è troppo poco
- 1965 - El angel de la guarda/E se domani/Tu farai/Se piangi, se ridi (Belter 51.492)
- 1965 - El angel de la guarda/Y si mañana/Que haras/Si lloras, si ries (Belter 51.535)
- 1965 - Un anno d'amore/Un bacio è troppo poco/So che mi vuoi/Uno come te (L'ultima occasione) (Belter 51.546)
- 1965 - Brava/E.../Soli/Era vivere (Belter 51.585)
- 1966 - Una casa in cima al mondo/Se tu non fossi qui/Addio/Ora o mai più (Belter 51.621)
- 1966 - Una casa en la cima del mundo/Si no estuvieras tu/Adios/Ahora o jamas (Belter 51.645)
- 1966 - La Banda/Conversacion/Llevame contigo/Sabado y Domingo (Belter 51.821)
- 1966 - Ta ra ta ta/No/Breve amore/Se telefonando (Belter 51.719)
- 1967 - Sono come tu mi vuoi/Mai così/Mi sei scoppiato dentro al cuore/Sono qui per te (Belter 51.774)
- 1967 - Angustia/Caminemos/La Barca/Sabor a mi (Belter 51.779)
- 1968 - Nel fondo del mio cuore/Tu non mi lascerai/Ta ra ta ta/È l'uomo per me
- 1968 - Besamo mucho/Somos/Sentimental Journay/En tus frases (Discophon 27.527)
- 1991 - Ciudad Solitaria/Tintarella di luna/El Crossfire/Una casa en cima del mundo (Divucsa P 221)

### Singoli
- 1965 - Tu farai/E se domani - Belter 07.155
- 1965 - Addio/Ora o mai più - Belter 07.240
- 1966 - Una casa in cima al mondo/Se tu non fossi qui - Belter 07.246
- 1966 - Rapsodie/Amore di tabacco - International 20.021
- 1968 - Canción para ti/De qué servirá - Discophon S-5029
- 1969 - Zum zum zum/Sacumdì sacumdà - Discophon S-5047
- 1969 - Dos Notas/Sabato Notte - Sinfonia S-810045
- 1969 - Non credere/Dai dai domani - Discophon S-5076
- 1969 - La tieta (Bugiardo e incosciente)/Un dia como otro - Discophon S-5086
- 1970 - Un'ombra/I problemi del cuore - Discophon S-5101
- 1970 - Insieme/Viva lei - Discophon S-5115
- 1970 - Io e te da soli/Credi - Odeon J 006-92.219
- 1971 - Amor mio/Capirò (I'll Be Home) - Odeon J 006-92.629
- 1971 - Non Credere/Yesterday - Odeon J 006-93.197
- 1972 - Grande Grande Grande (Vers. spagnola)/Despacio - Odeon J 006-93.539
- 1972 - Parole Parole/La mia carrozza - Odeon J 006-93.907
- 1973 - Eccomi/Domenica sera - Odeon J 006-94.259
- 1974 - E poi.../Non tornare più - Odeon J 006-95.029
- 1975 - Due o forse tre/Distanze
- 1975 - L'importante è finire/Quando mi svegliai - Odeon J 006-96.718
- 1976 - Nuda/Colpa mia
- 1977 - El porompompero/Moonlight serenade
- 1979 - Estrella del rock/También tù - Ariola A-101.473

## Svezia

### Extended play
- 1959 - La verità/Tintarella di luna/Malatia/Piangere un po' (Artist AEP IT 1008 S)
- 1960 - Folle banderuola/Un disco e tu/Amorevole/Aiutatemi (Artist AEP IT 1009 S)
- 1960 - È vero/Perdoniamoci/Non sei felice/Invoco te (Artist AEP IT 1010 S)
- 1960 - Un petit clair de lune/T'aimer follement/Toi tu sais que je t'aime/La verità (Artist AEP FX 1226 M)
- 1960 - Coriandoli/Briciole di baci/Il cielo in una stanza/Una zebra a pois (Artist AEP IT 1011 S)
- 1961 - Un petit clair de lune/T'aimer follement/Toi tu sais que je t'aime/La verità (Artist AEP 1080)
- 1961 - Le mille bolle blu/Io amo, tu ami/Che freddo/Come sinfonia (Artist AEP 1081)
- 1965 - È l'uomo per me/Città vuota/Se mi compri un gelato/Un buco nella sabbia

### Singoli
- 1963 - Just let me cry/Pretende that I'm here (Verve VK 10277)

## Turchia

### Album
- 1964 - Mina (Italdisc LPMH 187)
- 1977 - The best of Mina
- 1977 - Plurale
- 1978 - Ancora Ancora Ancora
- 1980 - Attila
- 1982 - Salomè

### Extended play
- 1965 - Dön bana/È inutile/Un anno d'amore/Valentino Vale

### Singoli
- 1962 - Eclisse twist/Renato
- 1965 - Dön bana/È inutile/Valentino vale (Primary 45-4052)
- 1965 - Un anno d'amore/E se domani (Primary 45-4048)
- 1968 - Quand'ero piccola/Un colpo al cuore (Odeon P 10060 45 LA 9008)
- 1968 - Quand'ero piccola/Zum Zum Zum
- 1972 - Grande, grande, grande/Non ho parlato mai (Grafonola GTS-100005)
- 1973 - Parole parole/Adagio (Grafonola GTS-10044)
- 1974 - E poi.../Non tornare più (Grafonola GTS-10049)
- 1975 - L'importante è finire/Quando mi svegliai (ABC 9)
- 1977 - El porompompero/My love
- 1977 - Neden yildizlar(Soli)/Tu non credi più

## Uruguay

### Album
- 1964 - 8 successi (Antar LD 8011)
- 1965 - Mina, l'unica (Philips 82086 PL)
- 1965 - Sobre de emergencia (Fermata LF 59)
- 1966 - Studio Uno (Philips 82098 PL) compilation
- 1966 - Mina y sus éxitos (Philips 82117 PL)
- 1967 - Mina 5 (Philips 82163 PL)
- 1967 - Sabato sera (Philips 82172 PL)
- 1971 - Mina (Fermata LF 156)
- 1972 - Cinquemilaquarantatre (Odeon SURL 20916)
- 1973 - Mina en español (Odeon SURL 20978)
- 1975 - Amor mio (Odeon SURL 21545)
- 1976 - Lo importante es el final (EMI 6293)
- 1976 - Retrato de Mina
- 1979 - Sus grandes éxitos

### Extended play
- 1961 - Como Sinfonia/Pequeño rayo de luna/Loca banderita/Te vi llorando (Philips P 433700)
- 1966 - La italianisima (Philips 84154-PT)

## URSS

### Singoli
- 1969 - Tu non credi più/Un anno d'amore

## USA

### Album
- 1962 - Mina Sings (Vesuvius LP 4409/ST)
- 1962 - Mina Sings Her Greatest Hits (Vesuvius LP 4414/ST)
- 1963 - Mina (Vesuvius LP 4416/ST) compilation
- 1965 - The 10th Victim (Mainstream 56071) colonna sonora
- 1966 - Studio Uno 66 (United Artists International UN 14501 mono, UNS 15501 stereo)
- 1967 - L'immensità (United Artists International UNS 15516)
- 1967 - La banda (United Artists International UNS 15536)
- 1969 - Mina (Regalia RMS 5000) compilation
- 1969 - More Than Strangers (Regalia RMS 5003) compilation

### Singoli
- 1959 - Tua/Nessuno
- 1960 - This World We Love In/You're Tired of Me
- 1962 - Un tale/Il tempo
- 1963 - Stessa spiaggia, stesso mare/Il soldato Giò
- 1963 - Sì, lo so/Stringimi forte i polsi
- 1964 - Just Let Me Cry/Pretend That I'm Here
- 1965 - The Tenth Victime/Spiral Waltz
- 1969 - No Arms Can Ever Hold You/I Won't Cry Anymore
- 1969 - More Than Strangers/I Want To Be Loved
- 1974 - Runaway/I Still Love You
- 1974 - Runaway (stereo)/Runaway (mono)

## Venezuela

### Album
- 1960 - Il cielo in una stanza (Venevox BL 700)
- 1961 - Come Sinfonia (Venevox BL 701)
- 1961 - Mina la fabulosa (Venevox BL 702)
- 1964 - Tres veces (Ronde RLP 38058)
- 1964 - Mina Tony Cocki en español (Ronde LPR 38069)
- 1965 - La maravillosa Mina (Ronde RLP 38080)
- 1965 - Mina en Caracas (Philips 1006)
- 1965 - Mina for you (Odeon SOLP-7230) compilation
- 1970 - La fabulosa Mina
- 1972 - Grande Grande Grande
- 1972 - Parole Parole
- 1973 - Lamento de amor
- 1974 - Ayer - Hoy
- 1974 - 4 anni di successi
- 1986 - Grandes éxitos
- 1987 - Sì, Buana

## Iugoslavia

### Extended play
- 1959 - Tintarella di luna/La verità/Buondì/Piangere un po'

### Singoli
- 1959 - When/Be bop a lula
- 1959 - My true love/Passion flower
- 1959 - The Diary/Julia
- 1961 - Sabato notte/Quando ci incontriamo